# Raimondo Vairetti
Raimondo Vairetti (Morbegno, 12 agosto 1965) è un ex ciclista su strada italiano, professionista dal 1988 al 1993.
Dopo il ritiro da professionista ha partecipato a Gran Fondo ed ha aperto un maneggio, L'isola del cavallo, a Talamona in provincia di Sondrio.

## Palmarès
- 1986 (dilettanti)

Memorial Costante Girardengo
- 1987 (GS Carrera Jeans-Inoxpran)

Coppa Colli Briantei Internazionale
- 1988 (Carrera-Vagabond, una vittoria)

4ª prova Trofeo dello Scalatore
- 1991 (Selle Italia-Vetta, una vittoria)

1ª tappa Ruta de México
- 1992 (Italbonifica-Navigare, una vittoria)

6ª tappa Volta a Portugal (Loulé > Faro)

## Piazzamenti

### Grandi Giri
- Giro d'Italia

1990: 77º
1991: ritirato (11ª tappa)
1992: ritirato (19ª tappa)
- Vuelta a España

1988: ritirato (18ª tappa)

### Classiche monumento
- Milano-Sanremo

1991: 22º
- Parigi-Roubaix

1991: 62º